# Abietinezuur
Abietinezuur is een diterpeencarbonzuur en komt voor in de hars van naaldboomsoorten die behoren tot het geslacht Pinus (dennen) en in sommige andere coniferen. Het is een belangrijk bestanddeel van colofonium. Abietinezuur is oplosbaar in ethanol, aceton en di-ethylether en wordt gebruikt in verven, lakken en zepen.
Abietinezuur is een zwak contactallergeen, dat aanleiding kan geven tot contacteczeem. De oxidatieproducten ervan vertonen deze eigenschap sterker.